# El Racó (Gallifa)
El Racó és un antic mas situat en una esplanada als peus de l'església de Sant Pere i Sant Feliu de Gallifa al municipi de Gallifa (al Vallès Occidental) inclosa en l'Inventari del Patrimoni Arquitectònic de Catalunya. L'any 1950 s'instal·la en aquest mas el gran ceramista Josep Llorens i Artigas (Barcelona 1892-1980). En el seu forn i taller de Gallifa realitzà moltes de les seves obres, per exemple la que ara decora la seu de la UNESCO a París. Actualment, el Racó, té la funció de segona residència però s'ha respectat, tant l'exterior com l'interior, de l'aspecte del mas.
El formen petites edificacions juxtaposades al cos principal. La teulada és a dues aigües i el carener corre perpendicular al frontis. El ràfec, de poca volada, presenta una decoració amb teules. Del mur sobresurt, sota el vèrtex de la teulada, el ferro de pujar la corriola, així com, en un pla inferior, el típic rellotge de sol. La distribució del frontis és asimètrica, mostra una ampliació de la crugia lateral dreta, en la que s'ha obert una altra porta. Algunes finestres conserven els llindars de pedra, la porta principal és d'arc principal de mig punt adovellat. L'habitacle segueix la distribució típica amb planta, pis i golfes. Davant del frontis encara es pot veure l'era, avui dia convertida en jardí. La masia està envoltada per un clos tancat i s'accedeix per dues entrades cobertes per una teulada a dos aiguavessos.